# Escondido
Escondido város az USA Kalifornia államában, San Diego megyében. Lakosainak száma 151 038 fő (2020. április 1.).

## Népesség
A település népességének változása:
| Lakosok száma | 541  | 143 911 | 151 038 |
|               | 1890 | 2010    | 2020    |